# Paweł Twardosz
Paweł Twardosz (ur. 11 marca 1998) – polski kombinator norweski. Uczestnik Mistrzostw Świata w Narciarstwie Klasycznym w 2019. Trzykrotny uczestnik mistrzostw świata juniorów (2016–2018), brał też udział w zimowym olimpijskim festiwalu młodzieży Europy (2015) i zimowych igrzyskach olimpijskich młodzieży (2016). Medalista mistrzostw Polski w kombinacji norweskiej.
Starszy brat Anny Twardosz, która uprawia głównie skoki narciarskie, a także była pierwszą Polką startującą w zawodach kombinacji norweskiej.

## Życiorys
Twardosz w oficjalnych zawodach międzynarodowych w kombinacji norweskiej rozgrywanych pod egidą FIS zadebiutował w styczniu 2015 w Tschagguns, gdzie wystartował w zimowym olimpijskim festiwalu młodzieży Europy – indywidualnie plasował się na 25. (Gundersen HS108/10 km) i 26. (Gundersen HS108/5 km) pozycji, a z polskim zespołem w konkursie drużynowym (Gundersen HS108/4x5 km) zajął 9. miejsce.
W styczniu 2016 stanął na najniższym stopniu podium zawodów FIS Youth Cup w Harrachovie. W lutym 2016 w Planicy zadebiutował w Pucharze Kontynentalnym, zajmując miejsca w szóstej dziesiątce. W tym samym miesiącu wziął udział w Zimowych Igrzyskach Olimpijskich Młodzieży 2016 w Lillehammer – w rywalizacji indywidualnej kombinatorów norweskich zajął 6. pozycję, a z polskimi zespołami, zarówno w konkursie skoków drużyn mieszanych, jak i w sztafecie mieszanej, plasował się na 9. miejscach. W lutym 2016 po raz pierwszy w karierze wystartował także w mistrzostwach świata juniorów – w Râșnovie zajął indywidualnie 29. (Gundersen HS100/10 km) i 31. (Gundersen HS100/5 km) miejsce.
W październiku 2016 w Szczyrku zdobył brązowy medal letnich mistrzostw Polski w kombinacji norweskiej. Na przełomie stycznia i lutego 2017 po raz drugi wziął udział w mistrzostwach świata juniorów, plasując się w rozgrywanych w Soldier Hollow i Park City zawodach na 30. (Gundersen HS100/10 km) i 23. (Gundersen HS100/5 km) miejscu. W lutym 2017 zdobył pierwsze w karierze punkty Pucharu Kontynentalnego, plasując się w Eisenerz na 28. pozycji (Gundersen HS109/10 km).
Latem 2017 zadebiutował w Letnim Grand Prix, w najlepszym starcie indywidualnym zajmując 40. miejsce. 2 grudnia 2017 w Lillehammer po raz pierwszy w karierze wystąpił w zawodach Pucharu Świata, zajmując z polską reprezentacją 10. pozycję w konkursie drużynowym. Dzień później po raz pierwszy przystąpił do rywalizacji indywidualnej w tym cyklu, odpadając w kwalifikacjach (Gundersen HS140/10 km).
Na przełomie stycznia i lutego 2018 po raz trzeci w karierze wystartował w mistrzostwach świata juniorów, indywidualnie zajmując 21. (Gundersen HS106/10 km) i 22. (Gundersen HS106/5 km) lokatę, a drużynowo (Gundersen HS106/4x5 km) 12. pozycję. 25 lutego 2018 zdobył pierwszy w karierze tytuł mistrza Polski w kombinacji norweskiej w zawodach indywidualnych na skoczni dużej (Gundersen HS 140/10 km).
Okazjonalnie startuje również w zawodach w skokach narciarskich. W dyscyplinie tej kilkukrotnie brał udział w mistrzostwach Polski, w najlepszych startach plasując się w trzeciej dziesiątce tych zmagań. Stawał na podium ogólnopolskiej olimpiady młodzieży. W sezonie 2014/2015 wziął też udział w dwóch konkursach Pucharu Karpat rozegranych w Szczyrku, zajmując miejsca w drugiej dziesiątce.
Po sezonie 2019/20 postanowił zakończyć karierę.

## Osiągnięcia

### Mistrzostwa świata
| Miejsce | Dzień     | Rok  | Miejscowość      | Konkurencja           | Wynik zwycięzcy | Strata  | Zwycięzca          |
| ------- | --------- | ---- | ---------------- | --------------------- | --------------- | ------- | ------------------ |
| 49.     | 22 lutego | 2019 | Seefeld in Tirol | Gundersen HS130/10 km | 23:43,0         | +6:55,3 | Eric Frenzel       |
| 51.     | 28 lutego | 2019 | Seefeld in Tirol | Gundersen HS109/10 km | 25:01,3         | +5:52,6 | Jarl Magnus Riiber |
| 8.      | 2 marca   | 2019 | Seefeld in Tirol | Sztafeta HS109/4x5 km | 50:15,5         | +2:54,0 | Norwegia           |

### Mistrzostwa świata juniorów

#### Indywidualnie
| 2016 Râșnov                   | – | 31. miejsce (Gundersen HS100/5 km), 29. miejsce (Gundersen HS100/10 km) |
| 2017 Park City/Soldier Hollow | – | 23. miejsce (Gundersen HS100/5 km), 30. miejsce (Gundersen HS100/10 km) |
| 2018 Kandersteg               | – | 22. miejsce (Gundersen HS106/5 km), 21. miejsce (Gundersen HS106/10 km) |

#### Drużynowo
| 2018 Kandersteg | – | 12. miejsce (Gundersen HS106/4x5 km) |

#### Starty P. Twardosza na mistrzostwach świata juniorów – szczegółowo
| Miejsce | Dzień       | Rok  | Miejscowość | Konkurencja           | Wynik zwycięzcy | Strata  | Zwycięzca             |
| ------- | ----------- | ---- | ----------- | --------------------- | --------------- | ------- | --------------------- |
| 29.     | 23 lutego   | 2016 | Râșnov      | Gundersen HS100/10 km | 28:02,1         | +6:13,3 | Bernhard Flaschberger |
| 31.     | 25 lutego   | 2016 | Râșnov      | Gundersen HS100/5 km  | 11:01,5         | +2:42,5 | Tomáš Portyk          |
| 30.     | 31 stycznia | 2017 | Park City   | Gundersen HS100/10 km | 25:54,5         | +2:38,0 | Arttu Mäkiaho         |
| 23.     | 4 lutego    | 2017 | Park City   | Gundersen HS100/5 km  | 12:14,9         | +2:04,9 | Vinzenz Geiger        |
| 21.     | 30 stycznia | 2018 | Kandersteg  | Gundersen HS106/10 km | 22:58,3         | +2:29,8 | Ondřej Pažout         |
| 12.     | 1 lutego    | 2018 | Kandersteg  | Sztafeta HS106/4x5 km | 56:33,0         | +8:03,1 | Austria               |
| 22.     | 3 lutego    | 2018 | Kandersteg  | Gundersen HS106/5 km  | 11:28,8         | +1:42,3 | Vid Vrhovnik          |

### Zimowe igrzyska olimpijskie młodzieży

#### Indywidualnie
| 2016 Lillehammer | – | 6. miejsce (Gundersen HS100/5 km) |

#### Drużynowo
| 2016 Lillehammer | – | 9. miejsce (konkurs skoków drużyn mieszanych), 9. miejsce (sztafeta mieszana) |

#### Starty P. Twardosza na zimowych igrzyskach olimpijskich młodzieży – szczegółowo
| Miejsce | Dzień     | Rok  | Miejscowość | Konkurencja             | Wynik zwycięzcy | Strata    | Zwycięzca |
| ------- | --------- | ---- | ----------- | ----------------------- | --------------- | --------- | --------- |
| 6.      | 16 lutego | 2016 | Lillehammer | Gundersen HS100/5 km    | 13:31,4         | +53,0     | Tim Kopp  |
| 9.      | 18 lutego | 2016 | Lillehammer | skoki drużyn mieszanych | 709,5 pkt       | 135,1 pkt | Słowenia  |
| 9.      | 19 lutego | 2016 | Lillehammer | sztafeta mieszana       | 26:16,9         | +2:12,2   | Rosja     |

### Zimowy olimpijski festiwal młodzieży Europy

#### Indywidualnie
| 2015 Tschagguns/Gaschurn | – | 26. miejsce (Gundersen HS108/5 km), 25. miejsce (Gundersen HS108/10 km) |

#### Drużynowo
| 2015 Tschagguns/Gaschurn | – | 9. miejsce (Gundersen HS108/4x5 km) |

#### Starty P. Twardosza na zimowym olimpijskim festiwalu młodzieży Europy – szczegółowo
| Miejsce | Dzień       | Rok  | Miejscowość         | Konkurencja           | Wynik zwycięzcy | Strata  | Zwycięzca         |
| ------- | ----------- | ---- | ------------------- | --------------------- | --------------- | ------- | ----------------- |
| 25.     | 26 stycznia | 2015 | Tschagguns/Gaschurn | Gundersen HS108/10 km | 27:17,4         | +3:03,9 | Willi Hengelhaupt |
| 9.      | 28 stycznia | 2015 | Tschagguns/Gaschurn | Sztafeta HS108/4x5 km | 56:37,3         | +6:26,7 | Austria           |
| 26.     | 30 stycznia | 2015 | Tschagguns/Gaschurn | Gundersen HS108/5 km  | 13:40,9         | +2:30,3 | Willi Hengelhaupt |

### Puchar Świata

#### Miejsca w klasyfikacji generalnej
- sezon 2017/2018: niesklasyfikowany
- sezon 2018/2019: niesklasyfikowany

#### Miejsca w poszczególnych konkursachPucharu Świata
| Sezon 2017/2018                                                                                                   |                             |                                |                              |                         |                         |                                |                                |                                |                                |                             |                              |                              |                            |                            |                              |                              |                            |                              |                              |                           |                           |        |        |        |        |        |   |   |   |   |
| Ruka – Gundersen 5km                                                                                              | Ruka – Gundersen 10km       | Ruka – Gundersen 10km          | Lillehammer – Gundersen 10km | Ramsau – Gundersen 10km | Ramsau – Gundersen 10km | Val di Fiemme – Gundersen 10km | Val di Fiemme – Gundersen 10km | Chaux-Neuve – Gundersen 10km   | Seefeld – Gundersen 5km        | Seefeld – Gundersen 10km    | Seefeld – Gundersen 15km     | Hakuba – Gundersen 10km      | Hakuba – Gundersen 10km    | Lahti – Gundersen 10km     | Oslo – Gundersen 10km        | Trondheim – Gundersen 10km   | Trondheim – Gundersen 10km | Klingenthal – Gundersen 10km | Klingenthal – Gundersen 10km | Schonach – Gundersen 10km | Schonach – Gundersen 15km | punkty | punkty | punkty | punkty | punkty |   |   |   |   |
| - | -                           | -                              | q                            | -                       | -                       | -                              | -                              | -                              | -                              | -                           | -                            | -                            | -                          | -                          | -                            | -                            | -                          | q                            | 55                           | -                         | -                         | 0      | 0      | 0      | 0      | 0      | 0 | 0 | 0 | 0 |
| Sezon 2018/2019                                                                                                   |                             |                                |                              |                         |                         |                                |                                |                                |                                |                             |                              |                              |                            |                            |                              |                              |                            |                              |                              |                           |                           |        |        |        |        |        |   |   |   |   |
| Ruka – Gundersen 10km                                                                                             | Lillehammer – Gundersen 5km | Lillehammer – Bieg masowy 10km | Lillehammer – Gundersen 10km | Ramsau – Gundersen 10km | Ramsau – Gundersen 10km | Otepää - Gundersen 10km        | Otepää - Gundersen 10km        | Val di Fiemme – Gundersen 10km | Val di Fiemme – Gundersen 10km | Chaux-Neuve – Gundersen 5km | Chaux-Neuve – Gundersen 10km | Chaux-Neuve – Gundersen 15km | Trondheim – Gundersen 10km | Trondheim – Gundersen 10km | Klingenthal – Gundersen 10km | Klingenthal – Gundersen 10km | Lahti – Gundersen 10km     | Oslo – Gundersen 10km        | Schonach – Gundersen 10km    | Schonach – Gundersen 15km | punkty                    | punkty | punkty | punkty | punkty |        |   |   |   |   |
| - | -                           | -                              | -                            | -                       | -                       | -                              | -                              | dq                             | q                              | -                           | -                            | -                            | -                          | -                          | -                            | -                            | 41                         | 45                           | -                            | -                         | 0                         | 0      | 0      | 0      | 0      | 0      | 0 | 0 | 0 |   |
| Legenda |                             |                                |                              |                         |                         |                                |                                |                                |                                |                             |                              |                              |                            |                            |                              |                              |                            |                              |                              |                           |                           |        |        |        |        |        |   |   |   |   |
| 1 2 3 4-10 11-30 poniżej 30 dq – dyskwalifikacja - – zawodnik nie wystartował q – zawodnik nie zakwalifikował się |                             |                                |                              |                         |                         |                                |                                |                                |                                |                             |                              |                              |                            |                            |                              |                              |                            |                              |                              |                           |                           |        |        |        |        |        |   |   |   |   |

### Puchar Kontynentalny

#### Miejsca w klasyfikacji generalnej
- sezon 2015/2016: niesklasyfikowany
- sezon 2016/2017: 99.
- sezon 2017/2018: niesklasyfikowany
- sezon 2018/2019: 72.
- sezon 2019/2020: niesklasyfikowany

#### Miejsca w poszczególnych konkursach Pucharu Kontynentalnego
| Sezon 2015/2016                                          |                   |                   |                |                |             |             |            |            |          |          |          |          |             |             |             |             |             |        |        |        |        |        |        |        |        |        |
| Park City                                                | Park City         | Park City         | Hoeydalsmo     | Hoeydalsmo     | Ruka        | Ruka        | Pjongczang | Pjongczang | Planica  | Planica  | Ramsau   | Ramsau   | Chaux-Neuve | Chaux-Neuve | Klingenthal | Klingenthal | punkty      | punkty | punkty | punkty | punkty | punkty | punkty | punkty | punkty |        |
| -                                                        | -                 | -                 | -              | -              | -           | -           | -          | -          | 51       | 53       | -        | -        | 38          | 51          | -           | -           | 0           | 0      | 0      | 0      | 0      | 0      | 0      | 0      | 0      |        |
| Sezon 2016/2017                                          |                   |                   |                |                |             |             |            |            |          |          |          |          |             |             |             |             |             |        |        |        |        |        |        |        |        |        |
| Klingenthal                                              | Klingenthal       | Klingenthal       | Hoeydalsmo     | Hoeydalsmo     | Ruka        | Ruka        | Otepaa     | Otepaa     | Eisenerz | Eisenerz | Planica  | Planica  | Niżny Tagił | Niżny Tagił | Niżny Tagił | punkty      | punkty      | punkty | punkty | punkty | punkty | punkty | punkty | punkty |        |        |
| 47                                                       | 48                | 43                | -              | -              | -           | -           | -          | -          | 44       | 28       | 46       | 44       | -           | -           | -           | 3           | 3           | 3      | 3      | 3      | 3      | 3      | 3      | 3      |        |        |
| Sezon 2017/2018                                          |                   |                   |                |                |             |             |            |            |          |          |          |          |             |             |             |             |             |        |        |        |        |        |        |        |        |        |
| Steamboat Springs                                        | Steamboat Springs | Steamboat Springs | Klingenthal    | Klingenthal    | Klingenthal | Ruka        | Ruka       | Ruka       | Rena     | Rena     | Planica  | Planica  | Eisenerz    | Eisenerz    | Niżny Tagił | Niżny Tagił | Niżny Tagił | punkty | punkty | punkty | punkty | punkty | punkty | punkty | punkty | punkty |
| 38                                                       | 36                | 36                | -              | -              | -           | -           | -          | -          | -        | -        | -        | -        | -           | -           | -           | -           | -           | 0      | 0      | 0      | 0      | 0      | 0      | 0      | 0      | 0      |
| Sezon 2018/2019                                          |                   |                   |                |                |             |             |            |            |          |          |          |          |             |             |             |             |             |        |        |        |        |        |        |        |        |        |
| Steamboat Springs                                        | Steamboat Springs | Park City         | Park City      | Klingenthal    | Klingenthal | Ruka        | Ruka       | Planica    | Planica  | Eisenerz | Eisenerz | Rena     | Rena        | Niżny Tagił | Niżny Tagił | Niżny Tagił | punkty      | punkty | punkty | punkty | punkty | punkty | punkty | punkty | punkty |        |
| -                                                        | -                 | -                 | -              | 22             | 32          | -           | -          | 30         | 22       | -        | -        | -        | -           | -           | -           | -           | 19          | 19     | 19     | 19     | 19     | 19     | 19     | 19     | 19     |        |
| Sezon 2019/2020                                          |                   |                   |                |                |             |             |            |            |          |          |          |          |             |             |             |             |             |        |        |        |        |        |        |        |        |        |
| Park City                                                | Park City         | Park City         | Oberwiesenthal | Oberwiesenthal | Klingenthal | Klingenthal | Rena       | Rena       | Planica  | Planica  | Eisenerz | Eisenerz | Lahti       | Lahti       | Niżny Tagił | Niżny Tagił | punkty      | punkty | punkty | punkty | punkty | punkty | punkty | punkty | punkty |        |
| -                                                        | -                 | -                 | -              | -              | 42          | dns         | 32         | 37         | 41       | 40       | -        | -        | -           | -           | -           | -           | 0           | 0      | 0      | 0      | 0      | 0      | 0      | 0      | 0      |        |
| Legenda                                                  |                   |                   |                |                |             |             |            |            |          |          |          |          |             |             |             |             |             |        |        |        |        |        |        |        |        |        |
| 1 2 3 4-10 11-30 poniżej 30 - – zawodnik nie wystartował |                   |                   |                |                |             |             |            |            |          |          |          |          |             |             |             |             |             |        |        |        |        |        |        |        |        |        |

### Letnie Grand Prix

#### Miejsca w klasyfikacji generalnej
- 2017: niesklasyfikowany

#### Miejsca w poszczególnych konkursach LGP
| 2017                                                     |         |            |            |         |         |        |
| Oberwiesenthal                                           | Villach | Oberstdorf | Oberstdorf | Planica | Planica | punkty |
| 40                                                       | -       | -          | -          | 49      | 51      | 0      |
| Legenda                                                  |         |            |            |         |         |        |
| 1 2 3 4-10 11-30 poniżej 30 - – zawodnik nie wystartował |         |            |            |         |         |        |

### Mistrzostwa Polski

#### Miejsca w poszczególnych konkursach zimowych mistrzostw Polski w kombinacji norweskiej
| Miejsce | Dzień       | Rok  | Miejscowość | Skocznia       | Punkt K | HS     | Konkurs  | Nota      | Bieg    | Strata   | Zwycięzca        |
| ------- | ----------- | ---- | ----------- | -------------- | ------- | ------ | -------- | --------- | ------- | -------- | ---------------- |
| 24.     | 25 marca    | 2013 | Wisła       | Malinka        | K-120   | HS-134 | indywid. | 55,3 pkt  | 31:15,0 | + 8:59,0 | Tomasz Pochwała  |
| 7.      | 14-15 marca | 2015 | Szczyrk     | Skalite        | K-95    | HS-106 | indywid. | 97,0 pkt  | 41:42,0 | + 4:07,0 | Adam Cieślar     |
| 1.      | 25 lutego   | 2018 | Zakopane    | Wielka Krokiew | K-125   | HS-140 | indywid. | 112,1 pkt | 30:04,3 | -        | Paweł Twardosz   |
| 4.      | 14 lutego   | 2020 | Szczyrk     | Skalite        | K-95    | HS-104 | indywid. | 105,0 pkt | 29:47,0 | + 2:51,0 | Szczepan Kupczak |

#### Miejsca w poszczególnych konkursach letnich Mistrzostw Polski
| Miejsce | Dzień           | Rok  | Miejscowość | Skocznia       | Punkt K | HS     | Konkurs  | Nota      | Bieg    | Strata   | Zwycięzca        |
| ------- | --------------- | ---- | ----------- | -------------- | ------- | ------ | -------- | --------- | ------- | -------- | ---------------- |
| 12.     | 1 września      | 2013 | Szczyrk     | Skalite        | K-95    | HS-106 | indywid. | 80,5 pkt  | 23:59,2 | + 3:31,9 | Mateusz Wantulok |
| 18.     | 7 września      | 2013 | Zakopane    | Wielka Krokiew | K-120   | HS-134 | indywid. | 69,8 pkt  | 23:10,5 | + 5:24,9 | Paweł Słowiok    |
| 7.      | 19 lipca        | 2014 | Wisła       | Malinka        | K-120   | HS-134 | indywid. | 81,0 pkt  | 22:15,0 | + 3:57,5 | Paweł Słowiok    |
| 6.      | 11 października | 2014 | Szczyrk     | Skalite        | K-95    | HS-106 | indywid. | 107,5 pkt | 17:15,7 | + 2:35,7 | Adam Cieślar     |
| 9.      | 19 lipca        | 2015 | Wisła       | Malinka        | K-120   | HS-134 | indywid. | 66,2 pkt  | 25:23,0 | + 4:08,4 | Adam Cieślar     |
| 5.      | 9 października  | 2015 | Szczyrk     | Skalite        | K-95    | HS-106 | indywid. | 94,5 pkt  | 27:56,2 | + 2:58,6 | Adam Cieślar     |
| 3.      | 7 października  | 2016 | Szczyrk     | Skalite        | K-95    | HS-106 | indywid. | 123,5 pkt | 23:05,8 | + 1:34,0 | Adam Cieślar     |
| 4.      | 8 października  | 2016 | Wisła       | Malinka        | K-120   | HS-134 | indywid. | 103,8 pkt | 23:14,1 | + 2:17,5 | Paweł Słowiok    |
| 4.      | 8 października  | 2017 | Szczyrk     | Skalite        | K-95    | HS-106 | indywid. | 114,5 pkt | 23:14,8 | + 1:02,3 | Paweł Słowiok    |
| 4.      | 20 października | 2018 | Zakopane    | Wielka Krokiew | K-125   | HS-140 | indywid. | 77,4 pkt  | 25:31,6 | + 3:54,8 | Szczepan Kupczak |
| 3.      | 13 października | 2019 | Szczyrk     | Skalite        | K-95    | HS-104 | indywid. | 108,0 pkt | 24:24,0 | + 1:02,0 | Adam Cieślar     |